# Camille Combal
Pour les articles homonymes, voir Combal.
Camille Combal, né le 18 septembre 1981 à Gap dans les Hautes-Alpes, est un animateur de télévision et de radio, humoriste et producteur de télévision français.
Après un passage dans le Groupe M6, il est notamment connu pour avoir exercé sur C8 entre 2012 et 2018, pour l'émission Touche pas à mon poste ! dans laquelle il a présenté une chronique humoristique, portant principalement sur les médias. Sur la même chaîne, il anime des magazines, jeux et divertissements parmi lesquels L'Œuf ou la Poule ? et Il en pense quoi Camille ?.
En 2018, il quitte la chaîne du groupe Bolloré pour rejoindre TF1 où il anime notamment les émissions Danse avec les stars, Mask Singer ainsi que des jeux comme Qui veut gagner des millions ? ou Une famille en or.
À la radio, il présente le 6/9 de NRJ entre 2006 et 2008 ainsi que la matinale Virgin Tonic sur Virgin Radio, de 2014 à 2020. Depuis 2024, il anime Camille Combal sur NRJ, du lundi au vendredi de 16h à 19h.

## Biographie

### Jeunesse et études
Camille Combal naît le 18 septembre 1981 à Gap dans les Hautes-Alpes. Il vit pendant plusieurs années aux Orres. Après un bac ES obtenu avec mention assez bien, il décroche une licence en management d'entreprise à Aix-en-Provence.[réf. à confirmer]
Camille Combal est atteint de kératocône. Il n'a qu'un seul rein.

### Carrière à la radio

#### Débuts sur Fun Radio (2004-2006)
Camille Combal commence sur la station Fun Radio où il débute en 2004 en tant qu'assistant de Dario, puis standardiste pour Loubna et Gopher dans la saison 2 de La Libre Antenne citoyenne. De janvier à avril 2006, sur cette même station, il coprésente la Liberté au plus profond de Sophie Gaillard.

#### Animateur sur NRJ et sur Virgin Radio (2006-2012)
À la rentrée 2006, Camille Combal arrive sur NRJ pour co-animer le 6/9 avec Florian Gazan et Bruno Guillon où il remplace Manu Payet.
En septembre 2007, il anime le Mucha Show avec Anne-So, une émission d'humour sur NRJ, tous les dimanches entre 19 h et 21 h et est également présent pour le 6/9 du lundi au samedi.
En juillet 2008, il quitte le 6/9 de NRJ pour animer, avec Bruno Guillon, l'émission le 17/20 sur Virgin Radio.
À la rentrée 2009, Bruno Guillon prenant les rênes de l'émission matinale de Virgin Radio, Camille Combal continue la tranche de 18 h à 20 h avec son émission Camille Combal et son orchestre sur Virgin Radio, dès le 24 août 2009.
Le 23 août 2010, Camille Combal commence sur Virgin Radio la saison de Camille Combal et son orchestre avec, à ses côtés, Mélanie Angélie et Anthon Mehl, de 17 h à 19 h.[réf. souhaitée]
Du 22 août 2011 au jeudi 28 juin 2012, il anime les soirées sur Virgin Radio entre 21 h et minuit avec Le Soir Show, en compagnie d'Anthon Mehl et de Mélanie Angélie.

#### Chroniqueur sur Europe 1 (2012-2014)
Le 12 juillet 2012, il rejoint Michel Drucker sur Europe 1 en tant que chroniqueur dans Faites entrer l'invité .
Durant la saison 2013-2014, il remplace Jean-Luc Lemoine, le mercredi, en tant que chroniqueur dans l'émission Les pieds dans le plat, sur Europe 1, animée par Cyril Hanouna.

#### Retour sur Virgin Radio (2014-2020)
Dès le 25 août 2014, il anime l'émission matinale de Virgin Radio, Virgin Tonic accompagné de Clément Lanoue, Nicolas, Chloé et Mélanie Angélie. Il annonce le 9 juin 2017 dans son émission, qu'il souhaite arrêter la présentation de cette dernière à la fin de la saison 2017-2018 en argumentant qu'il doit faire « une dernière année de radio avec mon équipe d'amour que j'aime tant. (...) Il faut laisser aussi la place aux autres, à Clément, à tout le monde, avant de saouler les gens. ». Il re-signe finalement pour une saison supplémentaire, pour la saison 2018-2019, ainsi que la saison 2019-2020. Le 24 mai 2020, lors d'une interview au journal Le Parisien, il annonce qu'il arrête l'animation de Virgin Tonic en septembre 2020, après 6 ans passé à l'antenne, pour se consacrer à la production, ainsi qu'à de nouveaux projets sur TF1.

#### Retour sur NRJ (depuis octobre 2024)
Pour compenser la suppression de l'émission C'Cauet sur NRJ animée par Cauet, NRJ annonce le 1er octobre 2024 le retour de Camile Combal sur son antenne pour animer la tranche du 16h/19h avec l'émission Camille Combal sur NRJ, accompagné de Ornella Fleury et Rémy,. Il débute l'émission dès lundi 14 octobre 2024, dès 16h00 jusqu'à 19h00 en direct.

### Carrière à la télévision

#### Débuts sur NRJ12 puis passage sur Canal +: jeux et infodivertissement (2006-2008)
En octobre 2006, Camille Combal débute à la télévision sur NRJ12 en animant le jeu Yes No Game Show puis le divertissement Comment être moins con en 2007, deux émissions produites par Coyote.
En avril 2008, Camille Combal intègre la bande de Bruno Guillon pour l'émission Faites entrer l'invité sur NRJ12 avec ses compères du 6/9 et Rachel Legrain-Trapani . Il y fait des apparitions en tant que faux journaliste en duplex, reprenant le rôle des Morning News du 6/9.
En 2008, il présente une rubrique sur la « vraie vie privée des people » dans l'émission L'édition spéciale, présentée par Samuel Étienne et diffusée à la mi-journée, en clair, sur Canal+.

#### Animateur dans le Groupe M6: divertissements et émission-débat (2009-2012)
Début 2009, la chaîne W9 le choisit pour animer une émission quotidienne de divertissement, un zapping quotidien de 5 minutes, AZAP. Il fait sa première le 23 mars 2009. Connaissant un succès d'audience, la chaîne décide d'allonger le programme en proposant ponctuellement courant 2010 une version de 90 minutes en deuxième partie de soirée en plus de la quotidienne.
De novembre 2009 à 2010, il succède à Pierre Mathieu à la présentation du programme court, Plus vite que la musique sur M6.
Il présente également Les Graves Infos depuis le 27 avril 2009 sur le site de Dominique Farrugia, Les Graves Infos.
À l'occasion des 5 ans de la chaîne W9, l'émission AZAP accueille les animateurs de la chaîne du 29 mars au 2 avril 2010. De plus, l'émission hebdomadaire d'AZAP, en 52 minutes, voit le jour en avril. La deuxième partie de soirée de l'émission se termine en novembre après trois numéros tandis que la quotidienne est arrêtée à la fin de décembre 2010.
Du 6 avril 2010 au 16 juin 2010, il co-présente en direct avec Estelle Denis et Jérôme Anthony Nouvelle Star, ça continue en deuxième partie de soirée sur M6, où il décrypte avec humour le prime-time de l'émission de télé-crochet Nouvelle Star diffusé juste avant sur la même chaîne.
Le 26 décembre 2010, il présente 2010 dans le rétro sur M6.
Du 29 octobre 2011 au 23 décembre 2011, il présente La semaine dans le rétro sur W9, une émission-débat hebdomadaire en deuxième partie de soirée le samedi soir.

#### Chroniqueur dansTPMPet animateur (D8/C8, 2012-2018)
En 2012, il quitte la chaîne W9 et rejoint la nouvelle chaîne D8 où il anime une chronique dans l'émission de Cyril Hanouna, Touche pas à mon poste !, dès l'arrivée du programme en octobre sur la chaîne. Dans cette émission, il présente chaque soir la chronique « Le poste de surveillance de Camille Combal » dans lequel il repère des sosies à la télévision et décortique avec humour une émission du PAF. En plus de la quotidienne, il participe également aux prime-time spéciaux de l'émission.
Du 30 septembre 2013 au 27 juin 2014, il présente Est-ce que ça marche ? avec Ariane Massenet sur D8 de 16 h 50 à 17 h 35. Les deux animateurs se posent la question « Est-ce que ça marche ? » sur des sujets divers. L'émission est produite par H2O Productions, la société de production de Cyril Hanouna. Le chroniqueur garde tout de même sa rubrique dans Touche pas à mon poste !. L'émission Est-ce que ça marche ? n'est pas conservée par la chaîne la saison suivante faute d'audiences satisfaisantes.
Le 13 décembre 2013, il anime le prime-time On chante tous Disney avec Valérie Bénaïm sur D8. Le programme réunit presque un million de téléspectateurs (994 000) pour 4,3 % de part de marché.
Le 16 janvier 2015, il présente Le poste de surveillance de Camille Combal, en première partie de soirée sur D8. L'émission, déclinaison de sa chronique dans Touche pas à mon poste !, attire 913 000 téléspectateurs soit 3,9 % de parts de marché.
À partir du 18 juin 2015, il succède à Cyril Hanouna à la présentation du jeu L'Œuf ou la Poule ?, diffusé en prime-time sur D8. Après avoir présenté son sixième et dernier numéro le 4 février 2016, il est remplacé par Estelle Denis.
Dans Touche pas à mon poste !, il réalise, de 2014 à 2017, dans sa chronique une parodie de la série Inspecteur Derrick : des extraits d'épisodes sont montés pour créer des histoires humoristiques tandis que les personnages sont doublés, Derrick étant doublé avec l'accent pied-noir et parle avec le vocabulaire des séfarades d'origine tunisienne. Les épisodes ont beaucoup de succès, un livre intitulé C'est nous, c'est Derrick est sorti en novembre 2015. De la rentrée 2015 à 2018, il adapte des pastilles de l'émission Karl Johan sur NRK en Norvège. Il rencontre un grand succès avec son pastiche de micro-trottoir « Il en pense quoi votre frère ? », en version originale "Broren til". Il fait également des parodies d'émissions ou de séries telles que House of crades.
Le 14 avril 2016, il présente le divertissement Camille Combal dans la rue diffusé en prime-time sur D8. En raison de son emploi du temps trop chargé, il ne peut tourner un deuxième numéro.
De septembre 2016 à juin 2017, il présente du lundi au jeudi Il en pense quoi Camille ? accompagné de chroniqueurs. L'émission est diffusée sur C8 à 17 h 40. Il laisse sa place, le vendredi à Matthieu Delormeau (Il en pense quoi Matthieu ? ), lui-même remplacé par Stéphanie Loire le dernier mois (Elle en pense quoi Stéphanie ?).
Sa chronique dans Touche pas dans mon poste ! s'est étoffée au fil des saisons, avec de nouvelles rubriques et des changements d'horaire. Pour la saison 2017-2018, celle-ci s'intitule Le 20. 45 de Camille Combal renommée Camille Combal en fin de saison[réf. nécessaire].

#### TF1 (depuis 2018)
En mai 2018, la presse annonce son départ de C8, pour TF1.
À partir de septembre 2018, il co-anime la 9e saison de Danse avec les stars avec Karine Ferri. Étant donné que les deux groupes sont en conflit, il a l'interdiction de se rendre en tant qu'invité dans Touche pas à mon poste !, l'émission qui a fait son succès. Cyril Hanouna révèle qu'« Ara Aprikian était absolument contre l'arrivée sur D8 de Combal à l'époque » et, furieux, insulte les dirigeants de TF1 en direct. Ces derniers menacent de porter plainte. Quelques mois plus tard, l'animateur phare de C8 dit en direct « avoir croisé par hasard Xavier Gandon dans un supermarché Decathlon » et que ce dernier n'est « pas rancunier » et déclare que c'est « le jeu »[source secondaire souhaitée].
Fin 2018, Jean-Pierre Foucault annonce qu'il laisse sa place à Camille Combal pour animer Qui veut gagner des millions ?. Combal prend sa succession en janvier 2019 lors de la « passation de pouvoirs » entre les deux animateurs lors du dernier numéro présenté par Jean-Pierre Foucault. Le 18 avril 2019, il est aux commandes d'un numéro exceptionnel diffusé en première partie de soirée pour l'envoi de dons à la suite de l'incendie de Notre-Dame de Paris. Les candidats sont des animateurs et journalistes de TF1. À partir du 13 mai, Qui veut gagner des millions ? est diffusé en quotidienne, du lundi au vendredi à 18h15.
Le 14 juin 2019, il lance un nouveau divertissement sur TF1, le vendredi en seconde partie de soirée, Plan C[source secondaire souhaitée], dans lequel se trouve le Carpool Karaoke de James Corden.
Le 8 novembre 2019, une nouvelle émission évènement est lancée sur TF1 : Mask Singer adaptée du format sud-coréen King of Mask Singer. Des personnalités (chanteurs, animateurs, comédiens, politiques) chantent sous un costume et un masque.
Le 15 octobre 2020, Camille Combal rejoint, lors du podcast Tartine de Vie de Ben Névert, le C Gang, trio composé de Camélia Jordana, Pomme et lui-même[pertinence contestée].
Le 26 décembre 2020, il anime son nouveau divertissement  La Grande Incruste[source secondaire souhaitée]. Il s'incruste sur différents tournages de programmes pour en piéger les équipes.
À partir du 19 juin 2021, il présente des nouvelles émissions sur TF1 : Camille & Images et Marble Mania : L'incroyable course de billes avec Yoann Riou.
En 2019, Camille Combal devient producteur avec sa propre maison de production « Ellimac Productions »[source secondaire nécessaire] dont le siège social se trouve à Boulogne-Billancourt. Il produit ou co-produit des émissions pour TF1[source secondaire souhaitée] dont Une famille en or, Et alors ?, Stéréo Club, Welcome Back, Camille & images.
En novembre 2023, il revient  avec une nouvelle formule de l'émission Camille & Images[source secondaire souhaitée] tous les jeudis soirs en deuxième partie de la soirée, entouré de chroniqueurs.

## Vie privée
Camille Combal est marié depuis plusieurs années avec Marie Treille Stefani.
Ensemble, ils ont un garçon prénommé Pio, né en avril 2022.

## Parcours à la radio
- 2006 : co-animateur de La libre antenne avec Sophie Gaillard sur Fun Radio
- 2006-2008 : co-animateur du 6/9 avec Bruno Guillon et Florian Gazan sur NRJ
- 2007-2008 : co-animateur de l'émission Le Mucha Show avec Anne-So sur NRJ
- 2008-2009 : animateur de la tranche Le 17/20 sur Virgin Radio
- 2009-2011 : animateur de Camille Combal et son orchestre sur Virgin Radio
- 2011-2012 : animateur du Soir Show sur Virgin Radio
- 2012-2013 : chroniqueur dans l'émission de Michel Drucker Faites entrer l'invité sur Europe 1
- 2013-2014 : chroniqueur dans l'émission de Cyril Hanouna Les pieds dans le plat sur Europe 1
- 2014-2020 : animateur de la matinale Virgin Tonic sur Virgin Radio
- 8 septembre 2021 : animateur de la soirée Soprano et Camille sur NRJ
- depuis octobre 2024 : animateur de Camille Combal sur NRJ avec Julie Sempeski et Rémy

## Émissions de télévision

### Animateur

#### NRJ 12 (2006-2008)
- 2006 - 2007 : Yes No Game Show sur NRJ12
- 2006 : Comment être moins con en 2007
- 2008 : Faites entrer l'invité, avec Bruno Guillon, Florian Gazan et Rachel Legrain-Trapani.

#### Groupe M6 (2009-2012)
- 2009 - 2010 : AZAP sur W9
- 2009 - 2010 : Plus vite que la musique sur M6
- 2010 : Nouvelle Star, ça continue... sur M6, coprésentée avec Estelle Denis et Jérôme Anthony
- 2010 : 2010 dans le rétro sur M6
- 2011 : La semaine dans le rétro sur W9.

#### D8/C8 (2012-2018)
- 2013 - 2014 : Est-ce que ça marche ? sur D8, avec Ariane Massenet
- 2013 : On chante tous Disney sur D8, avec Valérie Bénaïm
- 2014 : RFM Music Show, sur D8, avec Justine Fraioli
- 2014 : Les Maîtres de l'humour sur D8
- 2015 - 2016 : L'Œuf ou la Poule ? sur D8
- 2015 : Le poste de surveillance de Camille Combal sur D8
- 2016 : Camille réveille Marseille sur D8
- 2016 : Camille Combal dans la rue sur D8
- 2016 - 2017 : Il en pense quoi Camille ? sur C8
- 2017 : Le meilleur de Camille sur C8

#### TF1 (Depuis 2018)
- Depuis 2018 : Danse avec les stars (avec Karine Ferri jusqu'en 2022)
- 2019-2020 : Qui veut gagner des millions ?
- 2019-2020 : Plan C
- Depuis 2019 : Mask Singer
- 2020 : Qui veut gagner des millions ? à la maison
- 2020 : L'avant-show des spectacles de Malik Bentalha et de Jeff Panacloc sur TF1
- 2020, 2022 : La Grande Incruste
- Depuis 2021 : Camille & images
- 2021 : Marble Mania, l'incroyable course de billes, co-animée avec Yoann Riou
- Depuis 2021 : Une famille en or
- 2021 : Soprano : retour dans les années 80 / Soprano : retour en 2021 avec Soprano
- 2022 : Welcome Back
- 2022 : Et alors ?
- 2022 : Stéréo Club
- Depuis 2022 : Cannes Comedy Show[33]
- 2022 : NRJ Music Awards 2022
- 2023 : L'avant-show du spectacle Miroir de Kev Adams
- 2024 : Danse avec les stars d'Internet : juge invité

### Chroniqueur
- 2008 : L'édition spéciale sur Canal +, présentée par Samuel Étienne
- 2012 - 2018 : Touche pas à mon poste ! sur D8/C8

### Candidat
- 2019 : Qui veut gagner des millions ? sur TF1
- 2020 : District Z sur TF1
- 2020 et 2025 : Le Grand Concours des animateurs sur TF1
- 2024 : Top Gear France (saison 9) sur RMC Découverte
- 2024 : Le Maillon faible sur M6
- 2025 : Une famille en or sur TF1

## Filmographie

### Court-métrage
- 2020 : Derrière la porte de Julien Pestel : le présentateur

### Doublage
- 2007 : Bee Movie : Drôle d'abeille : Buzz[34]
- 2021 : Tous en scène 2 : Johnny[35]

### Téléfilms et séries télévisées
- 2022 : Tous Inconnus, téléfilm de Nicolas Hourès : lui-même
- 2023 : Besoin d'amour, série télévisée de Frédéric Hazan : Bryan Colbert
- 2025 : Ghosts : Fantômes en héritage, mini-série d'Arthur Sanigou : Albos

### Web série
- 2009 : Les Graves Infos : présentateur

### Clips musicaux
- 2012 : Big & Tasty, chanson de Maxime Torres feat. Mod Martin : apparition
- 2015 : Touche pas à ma fiesta, chanson de Collectif métissé : lui-même
- 2024 : Nu, chanson de Philippe Katerine : lui-même

## Publicité
- 2016 : Uber et Coca-Cola Zero[36],[37]
- 2016 : AXE[38]
- 2021 : Jules

## Publications
- C'est nous, c'est Derrick : le livre officiel ta race !, Les Éditions de l'Opportun, 2015[39].

## Récompenses
- TV Notes 2015, 2016 et 2018 : Meilleur chroniqueur de la saison[40],[41].
- Télé Loisirs : chroniqueur de l’année 2017
- Radio notes 2018 : le Virgin Tonic de Camille Combal élu « matinale musicale de l'année »
- Étoiles du Parisien : Personnalité média de l’année 2018, 2019